# Euxoa vilis
Euxoa vilis är en fjärilsart som beskrevs av Jacob Hübner 1813. Euxoa vilis ingår i släktet Euxoa och familjen nattflyn. Inga underarter finns listade i Catalogue of Life.